# RQ-4 (航空機)
RQ-4 グローバルホーク
RQ-4
- 用途：無人航空機（UAV）
- 分類：偵察機
- 製造者：ノースロップ・グラマン
- 運用者： アメリカ合衆国（空軍、海軍、NASA）
- 初飛行：1998年2月28日
- 運用開始：2004年11月16日
- 運用状況：運用中
- ユニットコスト：1億400万USドル（2012会計年度）

RQ-4 グローバルホーク（英語: RQ-4 Global Hawk）は、ライアン・エアロノーティカルによって開発された無人航空機。現在は同社を買収したノースロップ・グラマンの製品になっている。アメリカ空軍などによって使用されており、イラク戦争で実戦に投入されている。
MQ-1 プレデターなどの無人航空機とは異なり、攻撃能力を持たない純粋な偵察機である。

## 開発

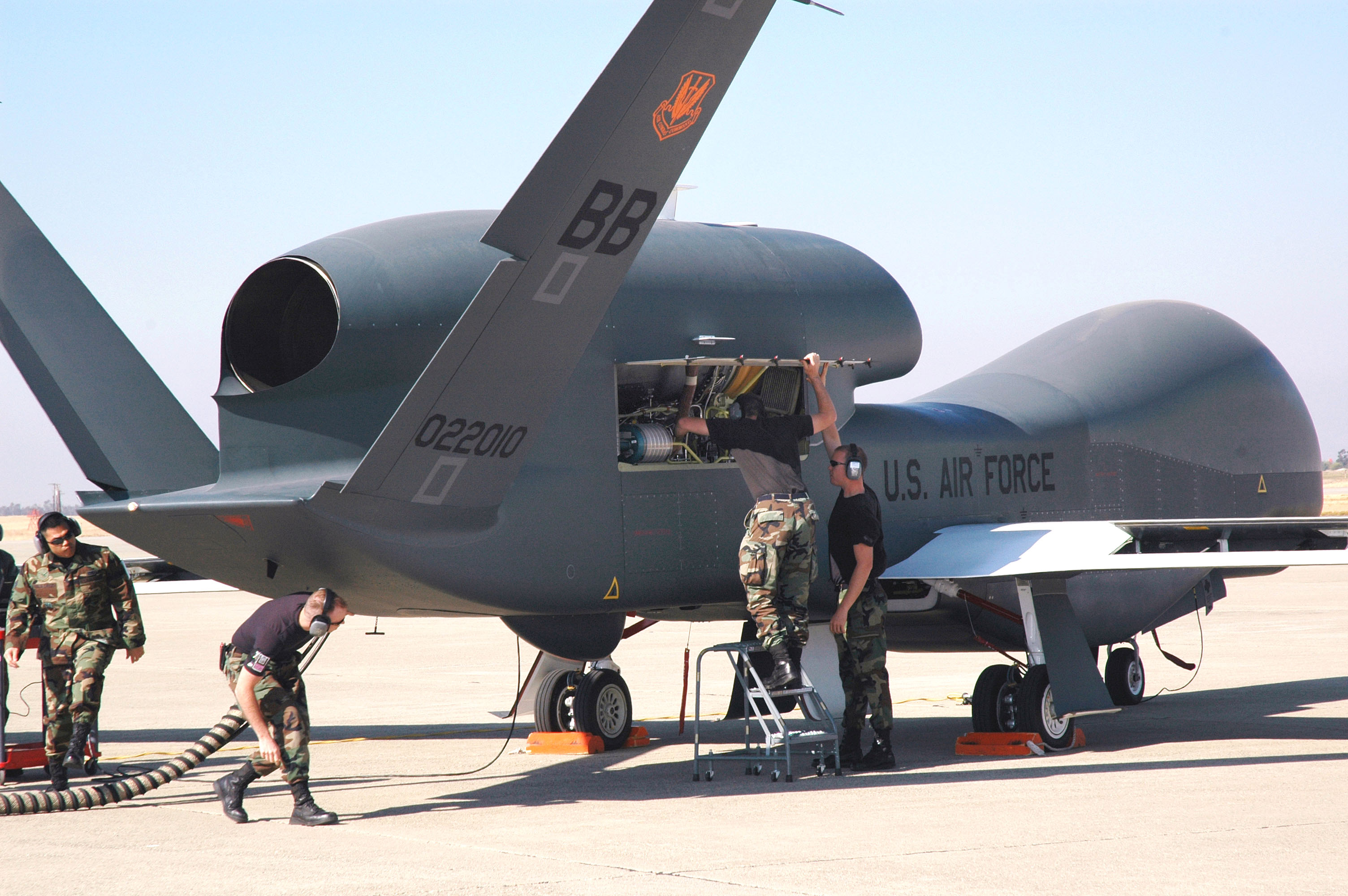
整備中のRQ-4

アメリカ軍の各統合軍司令部に偵察情報をもたらす長時間飛行プラットフォームを目指して開発された無人偵察機であり、1995年に先進概念デモンストレーション作業が開始された。
まず、2機の試作機と試験ペイロード、1セットの地上統制ステーションが製造され、試作初号機は1998年2月28日にエドワーズ空軍基地で初飛行した。
1998年10月1日には、グローバルホークの全プログラムをライトパターソン空軍基地の偵察システム計画局の航空システム・センターが統括することになった。1999会計年度には本格的な自律飛行に関する試験が開始されたが、3月に1機が偵察センサーを搭載した状態で墜落事故を起こし、プログラムは2か月遅延した。なお、グローバルホークの試作・開発機は合計で7機製作されており、その内3機が事故で失われている。
1999年6月からは軍用汎用評価および初期実用活動のため、アメリカ統合軍司令部により一連の演習に投入された。2000年4月20日には試作4号機が『リングド・シー00』と『統合任務軍演習00-02』に参加するためエグリン空軍基地に展開した。また、これら演習期間中には大西洋を横断してヨーロッパへの飛行も実施している。
2001年3月に技術・製造・開発（EMD）フェイズに入っている。2001年12月30日には、試作5号機がミッション飛行中に方向舵アクチュエーター故障によって墜落事故を起こしているが、2002年3月11日にミッションが再開され、試作3号機がアフガニスタンに展開した。
2003年8月1日にRQ-4A（ブロック10）量産初号機が完成し、パームデールのノースロップ・グラマン、アンテロープ・バレー製造センターでロールアウトした。量産初号機は、エドワーズ空軍基地で各種試験に使用された後、2004年11月16日にビール空軍基地の第9偵察航空団第12偵察飛行隊に引き渡された。
2005年11月7日には第二次発注が行われており、発注機数は55機になった。これらの引き渡しは2006年中期から開始され、2006年8月25日にはRQ-4B（ブロック20）がパームデールの製造センターで初公開されている。

## RQ-4の特徴

### 機体
高高度を長時間飛行するため、全長の3倍近い全幅とアスペクト比の極めて大きなテーパー翼を持った、グライダーのような外形をしている。胴体後部に単発のターボファンエンジンおよびV字尾翼を装備し、機首上部の盛り上がった部分には衛星通信用のアンテナが収められている。翼は炭素繊維複合材でできている。有人機の場合、緊急時の乗員の脱出のための射出装置を上部方向に設置する必要があり、脱出時に乗員を吸い込むことを防ぐために上部にエンジンの吸気孔を設置することができず、上部がデッドスペースになる。これに対して、無人機である本機は、吸気孔を上部に設置可能で、下部を地上探査のために有効に活用することが可能となっている。また運用上、胴体の影となって生ずる乱流吸気によるエンジンストールをもたらしかねない、高迎角飛行を考慮する必要が無い事も、このレイアウトを可能にしている。

### 偵察機器類

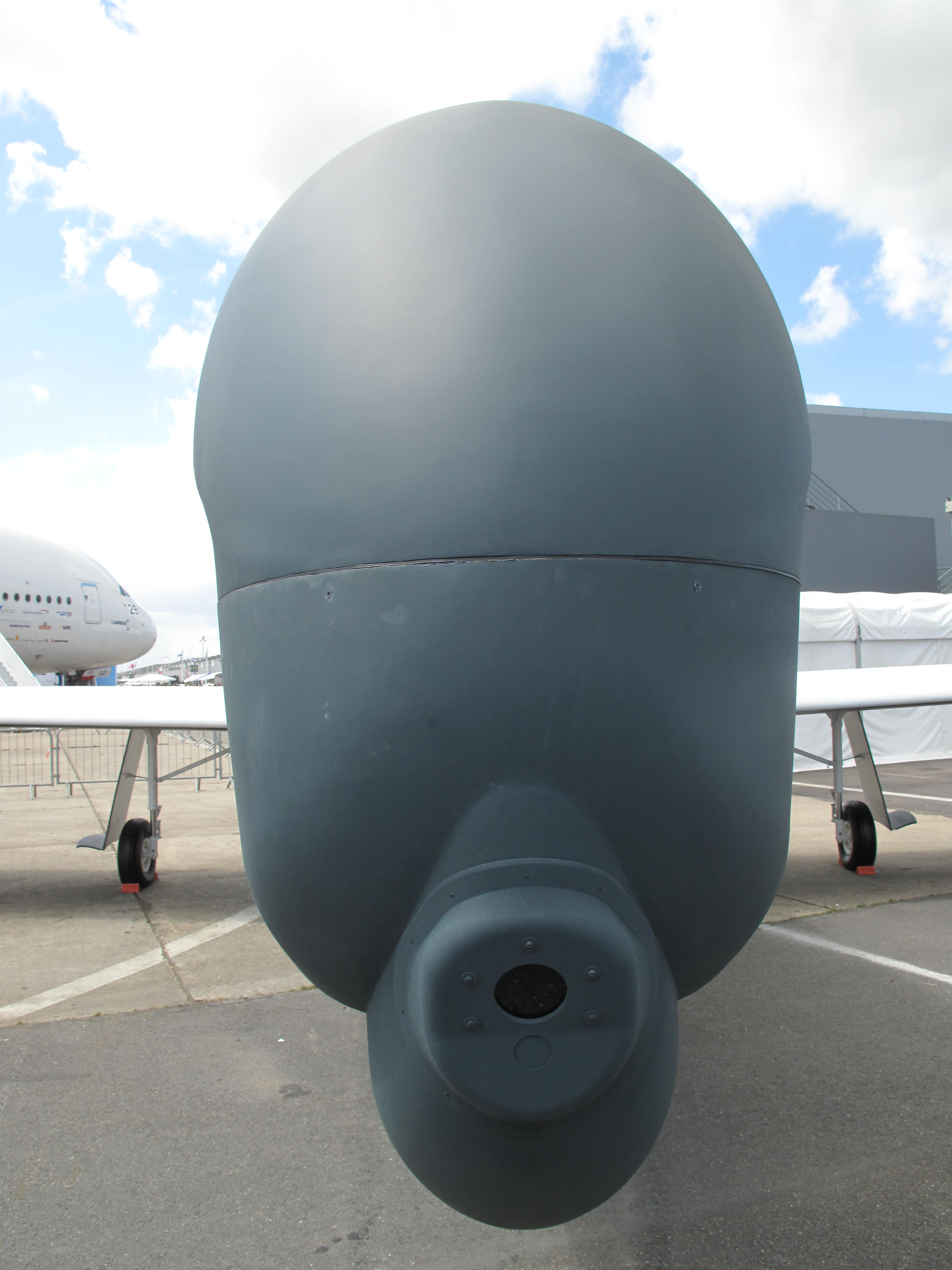
機首先端部

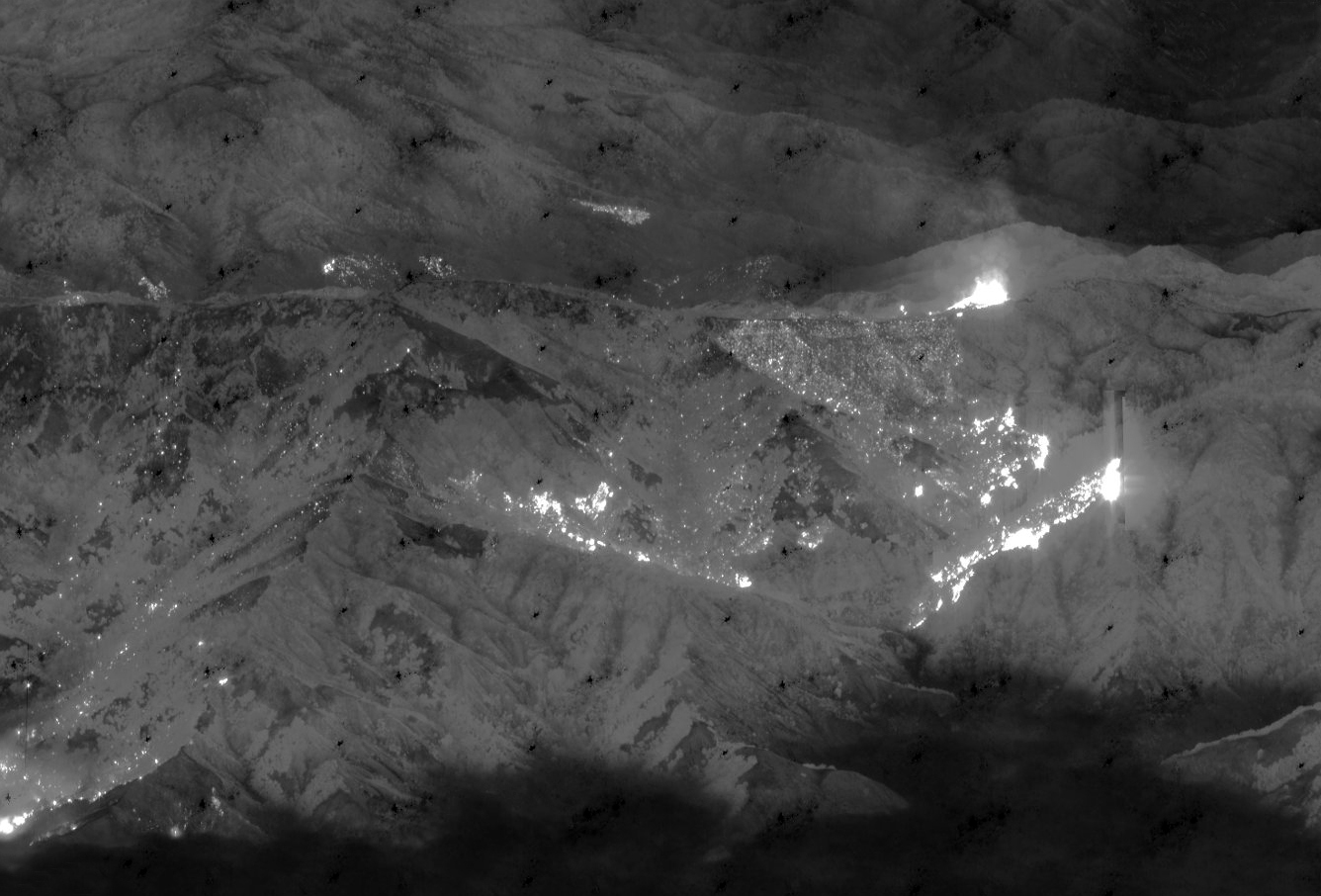
米海軍RQ-4 グローバルホークが撮影した写真。2008年北カリフォルニアにおける野火の航空写真

RQ-4は、機内に合成開口レーダー（SAR）、電子光学/赤外線（EO/IR）センサーを搭載し、各センサーは広域に渡っての捜索・監視活動が可能で、高解像度のスポット・モードを使用することもできる。
合成開口レーダーはSARストリップ・モードで1m、SARスポット・モードでは30.5cmの解像度を有する。地上移動目標識別（GMTI）モードでは、20-200kmの範囲内を最低4ktの速度で飛行し、移動目標の識別を行う能力を有している。
EO/IRセンサーは、1mの分解能で約4万平方mi（約10万平方km）に渡っての捜索・監視活動が可能で、0.3mの分解能で最大1,900のスポット画像を取得する能力を備えている。目標の探知精度は、半数必中界（CEP）が20mとされている。
ブロック30ではASIP（航空機搭載信号情報収集）機材の搭載により画像偵察に加えてSIGINT任務に使用することも可能になり、最新型のブロック40はMP-RTIP（マルチプラットフォーム・レーダー技術挿入計画）レーダーを搭載した地上監視/指揮用のモデルとなっている。

## 運用史

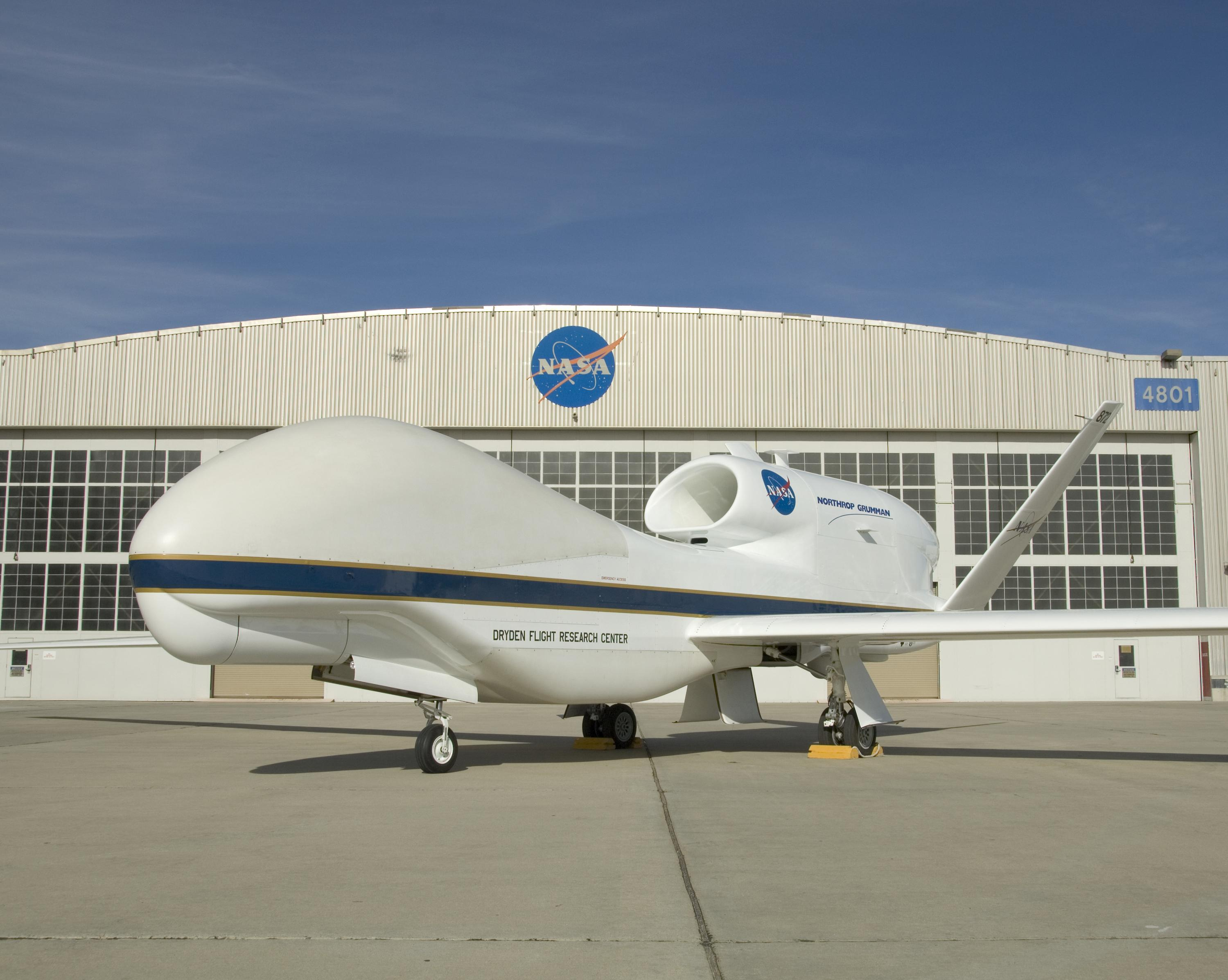
NASAのRQ-4（ドライデン飛行研究センターにて）

### アメリカ空軍
前述の通り、アメリカ空軍で使用されている。当初63機の調達を計画していたが、開発遅延と経費高騰により45機に縮小した。このためU-2Sを更新する計画も遅れている。
2011年3月11日に発生した福島第一原子力発電所事故の際には、被害状況の把握のため、施設上空を短時間飛行した。
2013年3月中旬に、米国政府より北朝鮮への警戒監視強化にともない、米軍三沢基地（青森県）に6-9月頃に暫定配備すると日本政府へ通達。しかし、4月に入り北朝鮮がミサイル発射準備を進めていることが発覚し、米国政府は配備を前倒しする可能性がある。現在のところ、グアムのアンダーセン空軍基地に常駐している3機のうちの1機を配備する予定である。また、配備する機の飛行計画は、北朝鮮のミサイル発射監視のみに使用され、日本海側のみを飛行する予定である。
2014年5月、グアムのアンダーセン空軍基地より、青森県の三沢基地へRQ-4 2機が10月までの予定で暫定配備された。これは、グアムが台風のシーズンに入るためで、これにより稼働率を7割向上させることができるとしている。
2019年6月20日、ホルムズ海峡上空でイラン軍の国産地対空ミサイルKhordad3によってグローバルホークが撃墜された。詳しくは2019年イランによるアメリカのドローンの撃墜を参照。
2020年に正式にブロック20とブロック30（計24機）を退役させる計画を発表した。
2021年、RQ-4は、台風の影響を避ける為、5月下旬から約5カ月にわたり、米軍横田基地に配備される予定である。
同年7月21日、米軍では現在使用されている20機のブロック30を2022年中に全機退役させ、10機のブロック40は運用していく予定である。理由として、公聴会では「競争の激しい緊迫した状況で運用できる能力がない」として機体の旧式化を指摘。更に、ステルス性などがなく生存性の弱点が露呈した等の理由から、空軍幹部は公聴会で「我々が直面している中国の脅威に対応できる設計になっていない」と証言している。
2022年7月、米空軍保有のRQ-4全機を2027会計年度までに退役させる計画であることが報じられた。

### アメリカ海軍
アメリカ海軍は、海上哨戒用にMQ-4C トライトンの名称で採用し、2015年から運用試験が始まっている。

### NASA
アメリカ航空宇宙局では、RQ-4で毎日10時間地球温暖化についての調査を行っている。

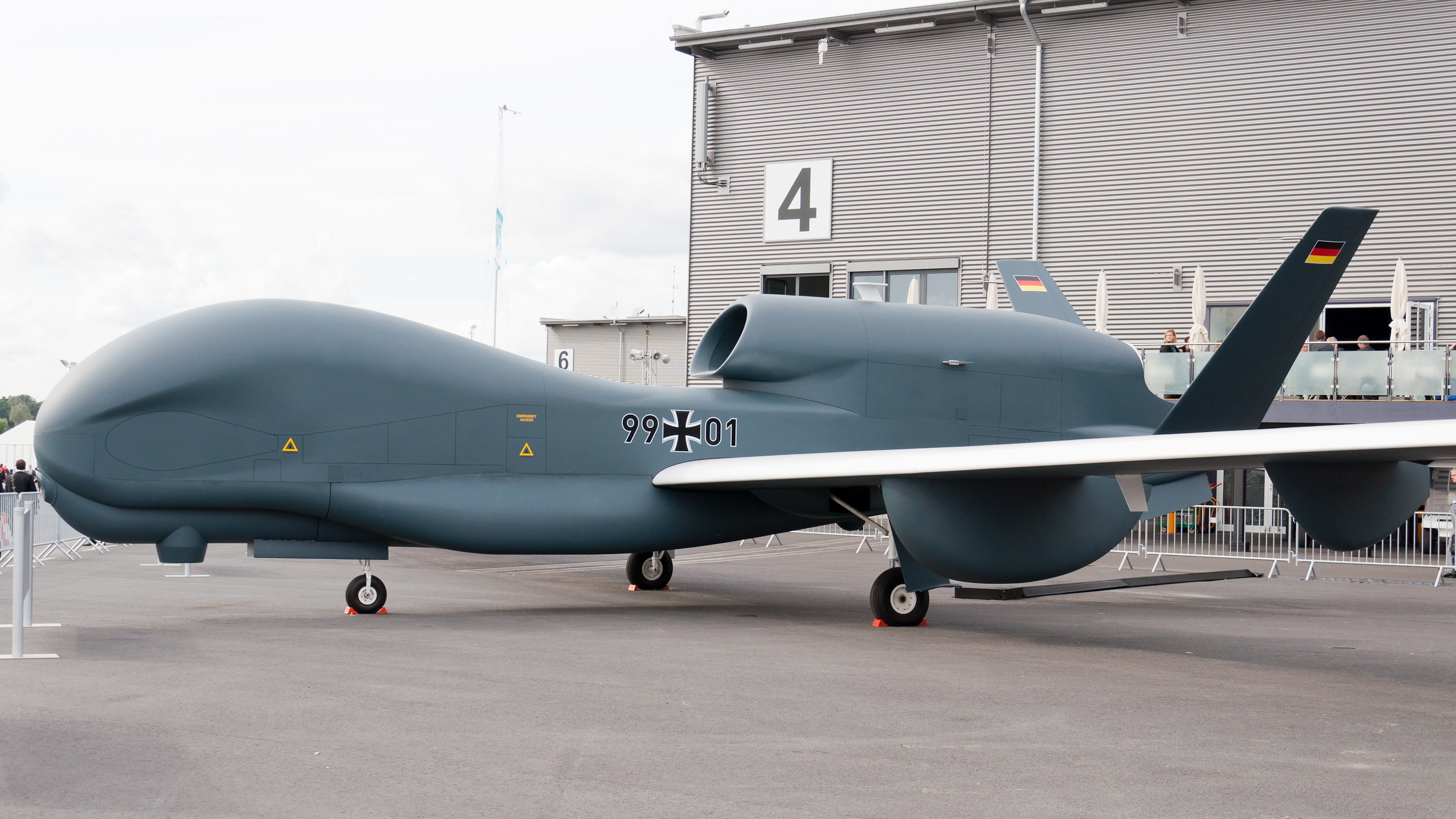
ユーロホーク

### NATO
MP-RTIPを搭載した戦場監視機・AGS（同盟対地監視）として、RQ-4Bブロック40をベースにした機体の導入計画を進めている。
この機体はNATO RQ-4Dと命名され、５機が導入される。ドイツやイタリア、チェコなどアメリカを含めたNATO15ヵ国での共同運用が行われる予定。
2019年11月21日に最初の機体がイタリアのシゴネラ空軍基地に到着した。

### ドイツ
RQ-4Bブロック20にカシーディアン（現エアバス・ディフェンス・アンド・スペース）製のSIGINTシステムを搭載したユーロホークを購入。2010年には最初の機体が配備されテスト飛行を行っていたが、航空交通が過密なヨーロッパ空域での安全性確保が困難だと判明し、2013年5月14日に計画はキャンセルされた。代用としてMQ-4Cを導入する予定であったがそちらも同様理由で頓挫。代わりに有人機であるボンバルディア グローバル・エクスプレス6000を導入予定。

### 韓国
2012年12月26日、アメリカ政府は4機12億ドルにて韓国に売却可能とすることをアメリカ合衆国議会に報告した。2019年12月23日、グローバルホーク1号機が慶尚南道の泗川空軍基地に到着し、2020年9月までに順次2-4号機までが導入された。システム構築後に実戦配備される予定である。
尚、米空軍が2022年度中に全機退役させる方針のブロック30を韓国と日本では使用するため、機体部品はブロック40と大きく変わらないが、高額な部品である核心的部分の偵察機材がブロック40とブロック30では大きく異なるため、配備早々から早くも部品の枯渇や維持管理費の高騰が懸念されており、既に部品の枯渇や欠陥によって共食い整備等により配備されている全機による運用はできていない状況である。

### 日本
日本国内における米軍の配備については前節#運用機関を参照。
中期防衛力整備計画（平成16～20年度）で、中期防期間中にRQ-4Bの導入に関する研究を行うことが定められ、中期防の期末となる2016年3月末までにRQ-4Bの導入の可否を決定することとされた。2012年12月16日の第46回衆議院議員総選挙で、当該計画を策定した民主党が大敗し、自民党へ政権交代し、第2次安倍内閣が発足。安倍政権は中期防の見直しを決め、本機の導入を前倒しすることとし、本機を早ければ2015年度までに導入したいとしている。
仮に導入するとなると、日本全域の警戒・監視には3機が必要となり、センサー類を除く機体本体は1機約25億円で、司令部機能を持つ地上施設の整備などと合わせて初期費用の総額は数百億円になる予定である。
2015年11月20日、アメリカ政府はグローバルホーク3機を推定12億ドルで日本に売却する方針を決めたと報道された。
2016年12月21日、三沢基地に2019年度末以降、配備すると発表された。この三沢基地では米軍のグローバルホークが配備されていたが2017年5月現在三沢基地の基地改修のため在日米軍の横田基地に配備されている。
2017年、導入経費や維持管理費の増加などから中止が検討された。
2018年6月28日、防衛装備庁はアメリカ合衆国空軍省とRQ-4B取得に関する契約を総額約164億円で締結した。日本が導入するのは3機のRQ-4Bブロック30iと地上操縦装置2基になる。
2021年4月15日、カリフォルニア州バームテールで日本向けRQ-4Bブロック30の初飛行試験に成功したとノースロップ・グラマンが発表した。
2022年3月12日、最初の機体が三沢基地に到着した。臨時偵察航空隊に配備が予定されており、今後順次2機目及び3機目が到着する。
2022年12月15日、三沢基地においてRQ-4Bを運用する偵察航空隊が新編された。
|                    |        | 予算額  | 予算額   |
| 予算計上年度       | 調達数 | 機体    | 関連経費 |
| ------------------ | ------ | ------- | -------- |
| 平成27年度(2015年) | —      | —       | 154億円  |
| 平成28年度(2016年) | —      | —       | 146億円  |
| 平成29年度(2017年) | 1機    | 168億円 | 19億円   |
| 平成30年度(2018年) | 1機    | 147億円 | 42億円   |
| 平成31年度(2019年) | 1機    | 71億円  | 101億円  |
| 合計               | 3機    | 386億円 | 462億円  |

## 運用国
韓国
- 韓国空軍

 日本
- 航空自衛隊

 NATO
- AGS部隊

 アメリカ合衆国
- アメリカ空軍
- NASA

## 仕様
RQ-4A
- 全長：13.52m
- 全幅：35.42m
- 全高：4.64m
- 空虚重量：6,710kg
- 最大離陸重量：12,111kg
- ペイロード：907.2kg
- エンジン：ロールスロイス製AE3007Hターボファン×1
- エンジン推力：37kN
- 巡航速度：343kt
- 実用上昇限度：19,800m
- フェリー航続距離： 22,779 km
- 滞空時間：36時間

## 派生型
RQ-4A
初期生産型。ブロック10のみ。
RQ-4B
機体大型化型。
ブロック20
画像偵察型。米軍では2022年に全機退役する。
ブロック30
画像偵察/SIGINT兼用型。米軍では2022年に全機退役するが、日本と韓国では使用される。
ブロック40
地上監視/指揮用の最新型。米軍及びNATOで使用されるタイプ。

MQ-4C トライトン
アメリカ海軍向けの海上哨戒機型。機体下面のレーダーが可動式になるなどの変更が加えられている。当初の名称はRQ-4N BAMS（Broad Area Maritime Surveillance）。

## 登場作品

### 映画
『ダイ・ハード/ラスト・デイ』
「MCCリーパー」のコールサインを持つCIA所属の機体が登場し、CIA工作員のジャック・マクレーンと重要証拠人のコマロフをロシアから脱出させるために逃走経路を上空から指示するが、6分のタイムロスが出たために道路が封鎖され、脱出させることが不可能と判断し、ジャックとコマロフを見捨てて撤退する。

### 漫画・アニメ
『ゲート 自衛隊 彼の地にて、斯く戦えり』
漫画版47話に登場。自衛隊所属機が銀座事件において、帝国軍を上空から監視して状況を報告する。
『魔法少女特殊戦あすか』
米軍機が登場。ウクライナ上空で偵察活動を行う。
『勇気爆発バーンブレイバーン』
第4話に登場。東京上空で偵察活動を行うもクピリダスに撃墜される。

### ゲーム
『コール オブ デューティ モダン・ウォーフェア2』
「シャドー・カンパニー」が運用しており、交戦禁止区域内を走行していた車両を確認するために離陸させたことが無線内で言及されている。